# Hermann Wendland
Hermann Wendland (11. října 1825 Herrenhausen, Hannover, Německo – 12. ledna 1903 Hannover, Dolní Sasko) byl německý botanik, zahradník, ředitel hannoverské botanické zahrady a autor odborných publikací. Byl synem německého botanika a dvorního inspektora královských zahrad Heinricha Ludolpha Wendlanda (1791–1869) a vnukem botanika a zahradníka Johanna Christopha Wendlanda (1755–1828).
Stal se uznávaným znalcem v oblasti botaniky Střední Ameriky a autoritou, zejména pokud jde o čeleď palem, o níž sepsal a vydal zásadní monografii, která se stala základem moderní klasifikace této čeledě. Řada rodových jmen, jejichž je autorem, se používá dodnes.
Je po něm pojmenován rod jihoamerických palem Wendlandiella.
Standardní botanická zkratka Hermanna Wendlanda v autoritních údajích u vědeckých jmen botanických taxonů je H.Wendl.

## Dílo
- Die Königlichen Gärten zu Herrenhausen bei Hannover (Hannover, 1852)[4]
- Index palmarum, cyclanthearum, pandanearum, cycadearum, quae in hortis europaeis coluntur (Hannover, 1854)[4]
- Eine neue Palmengattung. In: Botanische Zeitung. Band 16, Nr. 21, 21. Mai 1858, S. 145 Online={{biodiversitylibrary.org}}